# Макнамара, Питер
Питер Бернард Макнамара (англ. Peter Bernard McNamara; 5 июля 1955, Мельбурн — 20 июля 2019) — австралийский профессиональный теннисист и теннисный тренер.
- Бывшая третья ракетка мира в парном разряде
- Лауреат награды ATP в номинации «Прогресс года» (1982)
- Трёхкратный победитель турниров Большого шлема в мужском парном разряде
- Победитель Итогового турнира WCT 1981 года в парном разряде
- В общей сложности победитель 5 турниров в одиночном и 19 турниров в парном разряде
- Обладатель Кубка Дэвиса 1986 года в составе сборной Австралии

## Игровая карьера
Питер Макнамара начал выступления в профессиональных теннисных турнирах в 1974 году, а в конце следующего года дошёл до своего первого финала в парном разряде на турнире Гран-при в Сиднее. С 1977 года его участие в профессиональном теннисном туре стало регулярным, но крупных успехов он ещё не добивался, лишь изредка доходя в турнирах Гран-при до полуфинала.
В июле 1978 года с Макнамарой впервые сыграл в паре ещё один австралиец Пол Макнами, который был его другом и соперником на корте с 12-летнего возраста. Поначалу успехи новой пары были довольно скромными, но весной 1979 года в Ницце они выиграли свой первый совместный турнир, ставший началом одного из самых продуктивных сотрудничеств в истории профессионального тенниса. Макнами и Макнамара, получившие в прессе прозвище «Супермаки» (англ. Supermacs), только за 1979 год выиграли пять турниров, в том числе завершавший сезон Открытый чемпионат Австралии (ещё один турнир Макнамара выиграл с другим партнёром). Посеянным на Открытом чемпионате Австралии под пятым номером хозяевам корта повезло ни разу за турнир не встретиться с другой посеянной парой, но летом 1980 года Супермаки всерьёз заявили права на звание сильнейшей пары мира, последовательно переиграв на Уимблдоне практически всех именитых соперников: в четвертьфинале были повергнуты посеянные третьими Рауль Рамирес и Брайан Готтфрид, в полуфинале первая пара турнира Джон Макинрой и Питер Флеминг и в финале посеянные четвёртыми Боб Лутц и Стэн Смит. Всего за год Макнамара выиграл три турнира в парном разряде (все с Макнами) и столько же раз проигрывал в финалах — в том числе на Открытом чемпионате Австралии. Новый год они с Макнами начали с победы на Итоговом турнире WCT, проводившемся среди лучших пар прошедшего сезона, а в дальнейшем Питер добавил к этому титулу ещё четыре, причём лишь один, в конце года, был завоёван с Полом. В середине года он успешно выступал в паре со швейцарцем Хайнцем Гюнтхардтом, с которым не только выиграл два турнира, но и дошёл до финала Открытого чемпионата США. В 1982 году Макнамара сыграл в пяти финалах в парном разряде, выиграв три — два с Макнами (включая свой второй Уимблдонский турнир) и один с Гюнтхардтом.
В одиночном разряде основной прогресс Макнамары начался в середине 1980 и продлился до начала 1983 года (до середины 1980 года на его счету были только одна победа и одно поражение в финале в 1979 году). 1980 год он завершил выходом в финал турнира Гран-при Melbourne Indoor и в полуфинал Открытого чемпионата Австралии, по дороге в который победил посеянного пятым Брайана Готтфрида, прежде чем проиграть будущему чемпиону Брайану Тичеру. За 1981 год он выиграл два турнира Гран-при, в том числе престижный Гран-при Германии в Гамбурге, где по ходу победил сначала Матса Виландера, а затем посеянных вторым и первым Гарольда Соломона и Джимми Коннорса. На Уимблдоне он дошёл до четвертьфинала, проиграв только Бьорну Боргу и достиг этого же этапа на Открытом чемпионате Австралии. В 1982 году Макнамара, хоть и не выиграл ни одного турнира в одиночном разряде, пять раз доходил до финалов, в том числе второй год подряд в Гамбурге, и закончил сезон на десятом месте в рейтинге, став лауреатом награды ATP в номинации «Прогресс года».
Макнамара успешно выступал и в командных турнирах. Особенно успешными были его выступления в Кубке Наций, где он дважды подряд — в 1981 и 1982 годах — выводил австралийскую сборную в финал, принося ей очки как в одиночных, так и в парных встречах (с Макнами или с Кимом Уориком). В Кубке Дэвиса он три года подряд доходил со сборной Австралии до полуфинала, где его команда сначала уступила итальянцам, а потом дважды сборной США.
В феврале 1983 года в Мемфисе (Теннесси) Макнамара выиграл свой девятнадцатый турнир в парах, а в начале марта в Брюсселе — пятый в одиночном разряде. В брюссельском финале австралиец победил Ивана Лендла; эта победа была особо знаменательна тем, что была достигнута сразу после того, как чех впервые занял первую строчку в рейтинге. Самого Макнамару она подняла в рейтинге до рекордного в карьере седьмого места, но развить успех он не успел. Вскоре после этого в ходе турнира в Роттердаме Макнамара порвал связки колена и выбыл из борьбы почти на два сезона. Он вернулся на корт только в декабре 1984 года к началу Открытого чемпионата Австралии, где играл в длинных брюках, скрывающих скобки на ноге.
После возвращения Макнамара уже не показывал столь блестящей игры, но тем не менее в паре с Макнами смог ещё дважды дойти до финала турниров Гран-при, а в 1986 году принёс сборной Австралии два очка в одиночном разряде в матче Кубка Дэвиса против новозеландцев. По ходу этого сезона австралийская команда уже без Макнами дошла до финала и завоевала свой второй Кубок Дэвиса за четыре года. Сам Питер завершил выступления в профессиональных теннисных турнирах в середине 1987 года.

## Участие в финалах турниров Большого шлема в мужском парном разряде (5)
| Результат | Год  | Турнир                       | Партнёр         | Соперники в финале          | Счёт в финале      |
| --------- | ---- | ---------------------------- | --------------- | --------------------------- | ------------------ |
| Победа    | 1979 | Открытый чемпионат Австралии | Пол Макнами     | Пол Кронк Клифф Летчер      | 7-6, 6-2           |
| Победа    | 1980 | Уимблдонский турнир          | Пол Макнами     | Боб Лутц Стэн Смит          | 7-6, 6-3, 6-7, 6-4 |
| Поражение | 1980 | Открытый чемпионат Австралии | Пол Макнами     | Ким Уорик Марк Эдмондсон    | 5-7, 4-6           |
| Поражение | 1981 | Открытый чемпионат США       | Хайнц Гюнтхардт | Джон Макинрой Питер Флеминг | Без игры           |
| Победа    | 1982 | Уимблдонский турнир (2)      | Пол Макнами     | Джон Макинрой Питер Флеминг | 6-3, 6-2           |

## Финалы турниров Гран-при, WCT и Большого шлема за карьеру (41)

### Одиночный разряд (12)
| №  | Дата            | Турнир                              | Покрытие | Соперник в финале | Счёт в финале      |
| -- | --------------- | ----------------------------------- | -------- | ----------------- | ------------------ |
| 1. | 18 июня 1979    | Берлин, ФРГ                         | Грунт    | Патрис Домингез   | 6-4, 6-0, 6-7, 6-2 |
| 2. | 9 июня 1980     | Брюссель, Бельгия                   | Грунт    | Балаж Тароци      | 7-6, 6-3, 6-0      |
| 3. | 11 мая 1981     | Открытый Гран-при Германии, Гамбург | Грунт    | Джимми Коннорс    | 7-6, 6-1, 4-6, 6-4 |
| 4. | 19 октября 1981 | Мельбурн, Австралия                 | Ковёр    | Витас Герулайтис  | 6-4, 1-6, 7-5      |
| 5. | 7 марта 1983    | Брюссель                            | Ковёр    | Иван Лендл        | 6-4, 4-6, 7-6      |

| №  | Дата            | Турнир                              | Покрытие | Соперник в финале | Счёт в финале           |
| -- | --------------- | ----------------------------------- | -------- | ----------------- | ----------------------- |
| 1. | 9 июля 1979     | Открытый чемпионат Швейцарии, Гштад | Грунт    | Ульрих Пиннер     | 2-6, 4-6, 5-7           |
| 2. | 20 октября 1980 | Мельбурн, Австралия                 | Ковёр    | Витас Герулайтис  | 5-7, 3-6                |
| 3. | 26 января 1982  | Делрей-Бич, Флорида, США            | Грунт    | Иван Лендл        | 4-6, 6-4, 4-6, 5-7      |
| 4. | 29 марта 1982   | Франкфурт, ФРГ                      | Ковёр    | Иван Лендл        | 2-6, 2-6                |
| 5. | 10 мая 1982     | Открытый Гран-при Германии, Гамбург | Грунт    | Хосе Игерас       | 6-4, 7-6, 6-7, 3-6, 6-7 |
| 6. | 7 июня 1982     | Венеция, Италия                     | Грунт    | Хосе Луис Клерк   | 6-7, 1-6                |
| 7. | 26 октября 1982 | Токио, Япония                       | Ковёр    | Джон Макинрой     | 6-7, 5-7                |

### Парный разряд (38)
| №   | Дата             | Турнир                                      | Покрытие | Партнёр         | Соперники в финале               | Счёт в финале           |
| --- | ---------------- | ------------------------------------------- | -------- | --------------- | -------------------------------- | ----------------------- |
| 1.  | 2 апреля 1979    | Ницца, Франция                              | Грунт    | Пол Макнами     | Павел Сложил Томаш Шмид          | 6-1, 3-6, 6-2           |
| 2.  | 9 апреля 1979    | Каир, Египет                                | Грунт    | Пол Макнами     | Ананд Амритрадж Виджай Амритрадж | 7-5, 6-4                |
| 3.  | 11 июня 1979     | Брюссель, Бельгия                           | Грунт    | Билли Мартин    | Карлус Кирмайр Балаж Тароци      | 5-7, 7-5, 6-4           |
| 4.  | 17 сентября 1979 | Палермо, Италия                             | Грунт    | Пол Макнами     | Джон Фивер Исмаил эль-Шафей      | 7-5, 7-6                |
| 5.  | 17 декабря 1979  | Сидней, Австралия                           | Трава    | Пол Макнами     | Стив Дохерти Джон-Крис Льюис     | 7-6, 6-3                |
| 6.  | 24 декабря 1979  | Открытый чемпионат Австралии, Мельбурн      | Трава    | Пол Макнами     | Пол Кронк Клифф Летчер           | 7-6, 6-2                |
| 7.  | 7 апреля 1980    | Хьюстон, США                                | Грунт    | Пол Макнами     | Марти Риссен Шервуд Стюарт       | 6-4, 6-4                |
| 8.  | 23 июня 1980     | Уимблдонский турнир, Великобритания         | Трава    | Пол Макнами     | Боб Лутц Стэн Смит               | 7-6, 6-3, 6-7, 6-4      |
| 9.  | 15 декабря 1980  | Сидней (2)                                  | Трава    | Пол Макнами     | Витас Герулайтис Брайан Готтфрид | 6-2, 6-4                |
| 10. | 6 января 1981    | Итоговый турнир WCT, Лондон, Великобритания | Ковёр    | Пол Макнами     | Виктор Амайя Хэнк Пфистер        | 6-3, 2-6, 3-6, 6-3, 6-2 |
| 11. | 13 июля 1981     | Штутгарт, ФРГ                               | Грунт    | Пол Макнами     | Марк Эдмондсон Майк Эстеп        | 2-6, 6-4, 7-6           |
| 12. | 28 июля 1981     | Норт-Конвей, Нью-Гэмпшир, США               | Грунт    | Хайнц Гюнтхардт | Павел Сложил Ферди Тайган        | 7-5, 6-4                |
| 13. | 24 сентября 1981 | Сограсс, Флорида, США                       | Грунт    | Хайнц Гюнтхардт | Боб Лутц Стэн Смит               | 7-6, 3-6, 7-6, 5-7, 6-4 |
| 14. | 19 октября 1981  | Мельбурн, Австралия                         | Ковёр    | Пол Кронк       | Шервуд Стюарт Ферди Тайган       | 3-6, 6-3, 6-4           |
| 15. | 14 декабря 1981  | Сидней (3)                                  | Трава    | Пол Макнами     | Хэнк Пфистер Джон Садри          | 6-7, 7-6, 7-6           |
| 16. | 22 марта 1982    | Милан, Италия                               | Ковёр    | Хайнц Гюнтхардт | Шервуд Стюарт Марк Эдмондсон     | 7-6, 7-6                |
| 17. | 5 апреля 1982    | Монте-Карло, Монако                         | Грунт    | Пол Макнами     | Шервуд Стюарт Марк Эдмондсон     | 6-7, 7-6, 6-3           |
| 18. | 21 июня 1982     | Уимблдонский турнир (2)                     | Трава    | Пол Макнами     | Джон Макинрой Питер Флеминг      | 6-3, 6-2                |
| 19. | 14 февраля 1983  | Мемфис, Теннесси, США                       | Ковёр    | Пол Макнами     | Тим Галликсон Том Галликсон      | 6-3, 5-7, 6-4           |

| №   | Дата            | Турнир                                 | Покрытие | Партнёр         | Соперники в финале               | Счёт в финале |
| --- | --------------- | -------------------------------------- | -------- | --------------- | -------------------------------- | ------------- |
| 1.  | 21 декабря 1975 | Сидней, Австралия                      | Трава    | Крис Качел      | Джон Маркс Марк Эдмондсон        | 1-6, 1-6      |
| 2.  | 5 мая 1980      | Нью-Йорк, США                          | Грунт    | Пол Макнами     | Джон Макинрой Питер Флеминг      | 2-6, 7-5, 2-6 |
| 3.  | 14 июля 1980    | Открытый чемпионат Швеции, Бостад      | Грунт    | Джон Фивер      | Маркус Гюнтхардт Хайнц Гюнтхардт | 4-6, 4-6      |
| 4.  | 26 декабря 1980 | Открытый чемпионат Австралии, Мельбурн | Трава    | Пол Макнами     | Ким Уорик Марк Эдмондсон         | 5-7, 4-6      |
| 5.  | 11 мая 1981     | Открытый Гран-при Германии, Гамбург    | Грунт    | Пол Макнами     | Ганс Гильдемайстер Андрес Гомес  | 4-6, 6-3, 4-6 |
| 6.  | 1 сентября 1981 | Открытый чемпионат США, Нью-Йорк       | Хард     | Хайнц Гюнтхардт | Джон Макинрой Питер Флеминг      | Без игры      |
| 7.  | 12 апреля 1982  | Хьюстон, США                           | Грунт    | Марк Эдмондсон  | Стив Дентон Кевин Каррен         | 5-7, 4-6      |
| 8.  | 15 ноября 1982  | Сан-Паулу, Бразилия                    | Грунт    | Ферди Тайган    | Карлус Кирмайр Кассиу Мотта      | 3-6, 1-6      |
| 9.  | 8 июля 1985     | Бостон, США                            | Clay     | Пол Макнами     | Слободан Живоинович Либор Пимек  | 6-2, 4-6, 6-7 |
| 10. | 13 октября 1986 | Сидней, Австралия                      | Хард (i) | Пол Макнами     | Борис Беккер Джон Фицджеральд    | 4-6, 6-7      |

## Финалы командных турниров за карьеру
| Результат | Год  | Турнир                            | Команда                                        | Соперники в финале                      | Счёт |
| --------- | ---- | --------------------------------- | ---------------------------------------------- | --------------------------------------- | ---- |
| Поражение | 1981 | Кубок Наций, Дюссельдорф, ФРГ     | Австралия · П. Макнамара, П. Макнами, К. Уорик | Чехословакия · И. Лендл, Т. Шмид        | 1:2  |
| Поражение | 1982 | Кубок Наций, Дюссельдорф          | Австралия · П. Макнамара, К. Уорик             | США · Дж. Майер, Ш. Стюарт, Э. Телтшер  | 1:2  |
| Победа    | 1986 | Кубок Дэвиса, Мельбурн, Австралия | Австралия Не играл в финале                    | Швеция С. Эдберг, М. Пернфорс, А. Яррид | 3:2  |

## Дальнейшая карьера
После окончания игровой карьеры Макнамара работает тренером, являясь членом Всемирной ассоциации профессиональных теннисных тренеров. Среди теннисистов, которых он тренировал, — австралийцы Марк Филиппуссис и Мэттью Эбден и болгарин Григор Димитров. В течение четырёх лет, до февраля 2019 года, он работал с китайской теннисисткой Ван Цян, с его помощью вошедшей в первую сотню рейтинга WTA. Макнамара также сотрудничал с Федерацией тенниса Австралии и возглавлял её отдел делового развития.
Питер Макнамара умер в июле 2019 года в возрасте 64 лет от рака предстательной железы.